# Медведев, Олег Всеволодович
Оле́г Все́володович Медве́дев (род. 31 января 1966) — российский автор-исполнитель. Наиболее известный автор творческой студии «Полнолуние». Начиная с 2000 года, гастролирует по России, Украине и Белоруссии. За это время концерты Олега Медведева прошли более чем в 30 городах (от Минска до Владивостока и от Одессы до Мурманска), включая многократное участие в программе конвента фантастики и ролевых игр «Зиланткон», Конгресса «РосКон», Зимнего Грушинского фестиваля, фестиваля «Baikal-live»

## Биография
В 1983 году поступил в Иркутский политехнический институт на факультет «Промышленно-гражданское строительство», по профессии — инженер-строитель.
В 1986—1988 годах служил артиллеристом на 2С3 в составе советского контингента в Монголии.
Стихи начал писать ещё в школе, но серьёзное песенное творчество началось в 1991 году.
В 1998 году в Иркутске были изданы сборник стихов Олега Медведева «Вальс Гемоглобин» (в 1999—2009 годах вышло 8 его дополненных и исправленных переизданий) и магнитоальбом «Таблетки от счастья».

### Факты

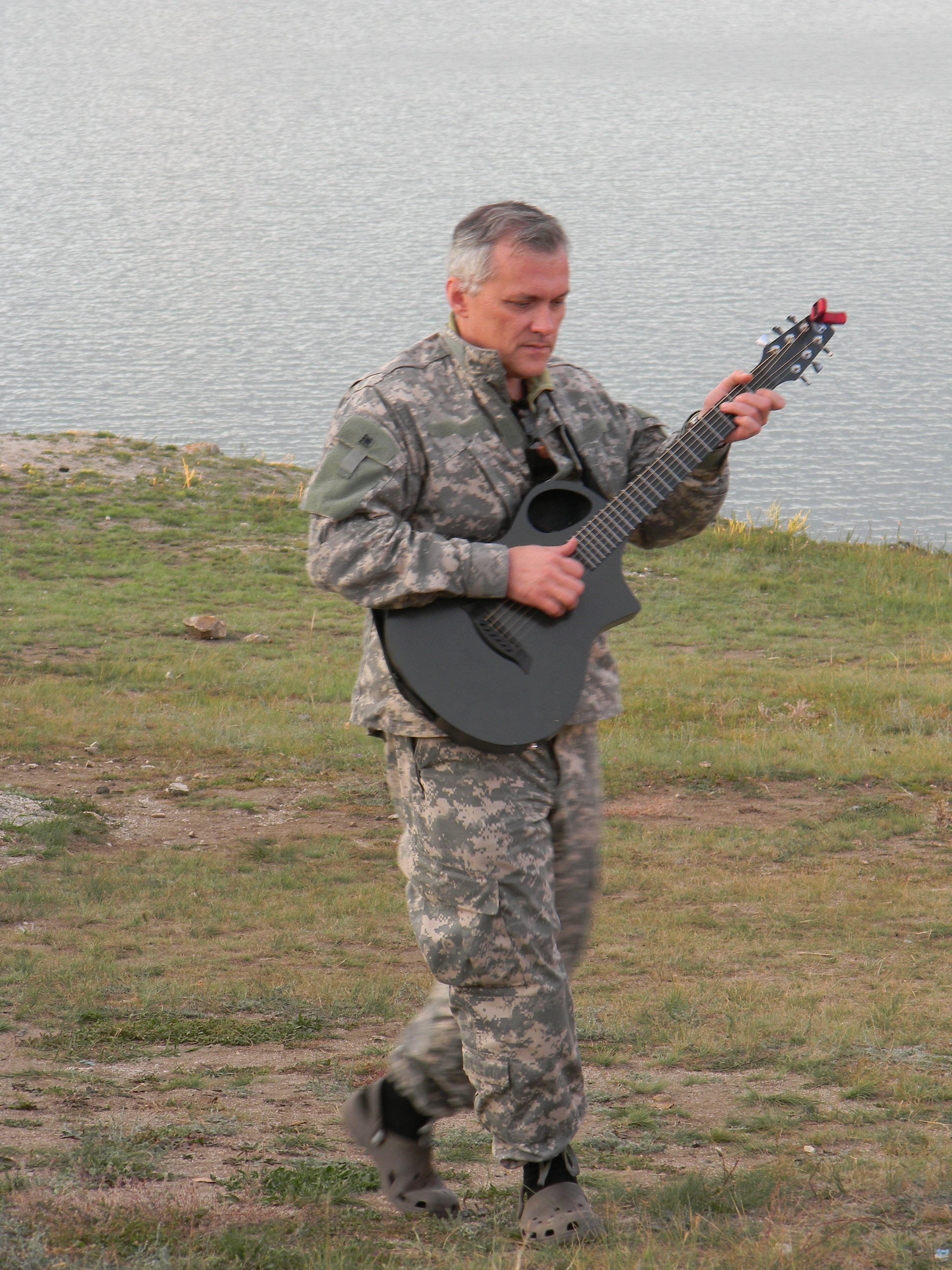
Олег Медведев на летнем фестивале Baikal-live

Живёт в городе Иркутске. Активно выступает с концертами в городах России, Украины и Белоруссии.
С 2010 года — гастроли в дальнем зарубежье: Израиль (2010), Соединённые Штаты Америки (2011).
Частый гость международного конвента фантастики, толкинистики и ролевых игр «Зиланткон» в Казани, Конгресса «РосКон» в Москве, зимнего Грушинского фестиваля в Самаре и летнего Грушинского фестиваля в Самарской области, арт-фестиваля Baikal-live (Байкал, Иркутск).

Ритуалы каждого выступления Олега Медведева:
- Начинается концерт с песни «Корабельный кот», а заканчивается песней «Марш Трансвааль»;
- На каждом концерте принято приносить записки с вопросами и заказами песен;
- Во время выступления автор пьёт жидкость только из своей фляжки. На вопросы «что во фляжке?», отвечал «авиационный керосин»/«керосин»/«керосин непопсовой страны» (что отражено в мерче Олега Медведева, в котором продаётся фляжка с текстом «керосин непопсовой страны»)

Мерч Олега Медведева. Фляжка «Керосин непопсовой страны»

Олег Медведев в песнях создал образ лирического героя, противостоящего основной «попсовой» массе людей, не желающего жить как все, идущего против системы, думающего/рефлексирующего человека:

«Ваш герой в таких песнях, как, например, „В стране лимонных корочек“, „Вальс гемоглобин“, „Идиотский марш“ — это мужчина, который, с одной стороны, проиграл, но с другой — словно „стойкий оловянный солдатик“, не готов сдаться»
«В анамнезе у этого героя — не личная трагедия, как это часто бывает в лирике „любила-разлюбила“, а катастрофа гораздо более системная: скажем, потеря Родины или поражение в войне»
«Ваш герой довольно плохо вписывается в общество потребления. При этом Вы как автор говорите, что нам нужно спокойствие. Однако чем больше спокойствия, тем шире общество потребления. Ваш лирический герой умрет с тоски в мире, где все покупают и продают.
Медведев: Да, возможно, и умрет, либо смотается куда-нибудь. Общество потребления хорошо тем, что из него можно сбежать в любой момент куда-нибудь»— «интервью для Газеты Культура» Михаил Бударагин

## Дискография
С 1998 года выпущено 8 студийных альбомов Олега Медведева.
Кроме этого, существует сборный альбом «Ты становишься волком», собравший записи 1998—2005 годов, сборка 1990—1995 года «Домашняя запись» (1997), альбом «7 марта» (1997), а также DVD и видео-CD с концерта 4 ноября 2004 года.

### Студийные альбомы
- 1998 — «Таблетки от счастья»

Записан совместно с Романом Стрельченко (соло-гитара) и Элеонорой Крыжаевой (флейта).
- 2000 — «Зелёная дверь»

Записан в Хабаровске на студии «Оркестровая Яма»
- 2001 — «Алые крылья»

Записан в Казани на студии «Сибирский Тракт».
- 2004 — «Кайнозой»

Записан с инструментальными аранжировками Леонида Андрулайтиса.
- 2007 — «Поезд на Сурхарбан»

Записан в Екатеринбурге совместно со скрипачкой Анастасией Шашковой и соло-гитаристом Романом Филипповым.
Переиздан в 2021 году, название дополнено словом «Remaster 2007—2021». Запись пересведена, проведен ремастеринг, добавлены песни. не вошедшие в первую версию, порядок изменён, а альбом разбит на два диска с совершенно новым оформлением. Звукорежиссёр обеих версий — Иван Чудиновских.
- 2011 — «Чужие сны»

Альбом записан на студии «Пи-Тон». Олег Медведев — вокал, гитара, слова, музыка; Руслан Бажин — слова, музыка («Чистый лист», «Живая глина»); Роман Филиппов — соло-гитара; Андрей Байрамов — перкуссия; Владимир Рязанский — флейта; Дмитрий «Седой» Платонов — бас-гитара; Алёна «Chayan» Абдуллина — скрипка.
- 2013 — «Письма из тундры»

Двухдисковый альбом, записан на студии «Пи-Тон». В какой-то степени представляет собой «идеологическое возвращение» к характерному для авторской песни формату — исполнитель аккомпанирует себе на гитаре. В альбом, в частности, вошла новая композиция «Блюз», а также ряд песен, уже известных поклонникам автора. Кроме того, альбом «Письма из тундры» содержит несколько песен других авторов в исполнении Медведева.
- 2014 — «В мире первом»

Двойной диск Олега Медведева «В мире первом» (CD + DVD), песни последних лет и песни, редко исполняющиеся на концертах, а также «Колыбельная лету» Руслана Бажина в оригинальной аранжировке (соло-гитара Романа Филиппова и перкуссия Рустема Каримова). Проект вышел под эгидой благотворительного фонда культурных и научных творческих инициатив «Белый ворон», возглавляемого Эльшадом Теляшевым. На DVD была выпущена профессиональная видеозапись концерта Олега Медведева при участии Романа Филиппова и интервью.

### Концертные записи
- 2005 — «В отпуске»
- 2006 — «У бриллиантовой реки»
- 2013 — «Пятница, 13»
- 2021 — «Концерт в Казани 2020»

Первые два диска представляют собой концерты в Центральном доме художника, записанные и сведённые студией «Аудио Театр».
«Пятница, 13» — запись концерта в Екатеринбурге в Городском Доме Музыки 13 декабря 2013. Интернет-релиз.

### Синглы
- 2007 — «Вальс Гемоглобин»
- 2016 — «Магеллан»
- 2021 — «Ветреная страна»

## В культуре
- Некоторые из песен Олега Медведева цитируются в ряде книг отечественных писателей-фантастов:
  - «Баллады о Боре-Робингуде» Кирилла Еськова,
  - «Последнее небо» Натальи Игнатовой,
  - «Спектр» («Форнит»[1] и «Солнце»[2]), «Шестой дозор», «КайноZой» Сергея Лукьяненко;
  - а также во многих книгах[каких?] Олега Верещагина;
- Олегу Медведеву посвящены песни:
  - Ольги Ступиной «Проводник» и
  - Андрея Земскова «Робинзон».
- Песня «Дождь» звучит в постапокалиптической игре «35 мм.».

## Сотрудничество с другими исполнителями
В 2013 году в Иркутске, после выступления на фестивале Baikal-live, совместно с Михаилом Башаковым и Павлом Фахртдиновым был записан  клип "Колыбельная лету", в память иркутского исполнителя Руслана Бажина (автора текста песни).

## Семья
Старший брат: Андрей Всеволодович Медведев, член-корреспондент Российской академии наук, директор Института солнечно-земной физики Сибирского отделения РАН.